# Lijst van Sonic Team-spellen
Dit is een lijst van computerspellen die ontwikkeld zijn door Sonic Team, een bedrijfsdivisie van Sega.

## Lijst van spellen op Sega-systemen

### Sega Mega Drive
- Sonic the Hedgehog (1991)
- Sonic the Hedgehog 2 (1992)
- Sonic the Hedgehog 3 (1994)

- Sonic & Knuckles (1994)
- Ristar (1995)
- Sonic 3D: Flickies' Island (1996) (met Traveller's Tales)

### Mega-CD
- Sonic the Hedgehog CD (1993)

### 32X
- Knuckles' Chaotix (1995)

### Sega Saturn
- Nights into Dreams (1996)
- Sonic 3D: Flickies' Island (1996) (met Traveller's Tales)
- Sonic Jam (1997)
- Sonic R (1997) (met Traveller's Tales)
- Burning Rangers (1998)

### Dreamcast
- Sonic Adventure (1998)
- Chu Chu Rocket (1999)
- Samba de Amigo (2000)

- Phantasy Star Online (2000)
- Sonic Adventure 2 (2001)
- Puyo Pop Fever (2004)

## Lijst van spellen op Nintendo-systemen

### Game Boy Advance
- ChuChu Rocket! (2001)
- Sonic Advance (2002) (met Dimps)
- Sonic Advance 2 (2003) (met Dimps)
- Sonic Pinball Party (2003)

- Sonic Advance 3 (2004) (met Dimps)
- Sonic Battle (2004)
- Sonic the Hedgehog (2006)

### GameCube
- Sonic Adventure 2: Battle (2002)
- Phantasy Star Online Episode I & II (2002)
- Sonic Mega Collection (2002)
- Billy Hatcher and the Giant Egg (2003)
- Phantasy Star Online Episode III: C.A.R.D. Revolution (2003)

- Sonic Adventure DX: Director's Cut (2003)
- Sonic Heroes (2003)
- Puyo Pop Fever (2004)
- Shadow the Hedgehog (2005)
- Sonic Gems Collection (2005)

### Nintendo DS
- Feel the Magic: XY/XX (2004)
- Puyo Pop Fever (2004)
- The Rub Rabbits! (2005)
- Sonic Rush (2005) (met Dimps)

- Puyo Puyo Fever 2 (2005)
- Puyo Puyo! 15th Anniversary (2006)
- Onsei Kanjou Sokuteiki: Kokoro Scan (2007)
- Sonic Rush Adventure (2007) (met Dimps)

### Nintendo 3DS
- Puyo Puyo!! 20th Anniversary (2011)
- Puyo Puyo Tetris (2014)

### Wii
- Sonic and the Secret Rings (2007)
- NiGHTS: Journey of Dreams (2007)
- Puyo Puyo! 15th Anniversary (2007)
- Sonic Riders: Zero Gravity (2008)
- Sonic Unleashed (2008) (met Dimps)

- Sonic and the Black Knight (2009)
- Puyo Puyo 7 (2009)
- Sonic the Hedgehog 4: Episode I (2010) (met Dimps)
- Sonic Colours (2010)
- Puyo Puyo!! 20th Anniversary (2011)

### Wii U
- Sonic Lost World (2013)
- Puyo Puyo Tetris (2014)

### Nintendo Switch
- Sonic Forces (2017)
- Puyo Puyo Tetris (2017)

## Lijst van spellen op Sony-systemen

### PlayStation 2
- Sonic Heroes (2003)
- Sonic Mega Collection Plus (2004)
- Astro Boy (2004)
- Puyo Pop Fever (2004)
- Sega Superstars (2004)
- Puyo Pop Fever 2 (2005)
- Shadow the Hedgehog (2005)

- Sonic Gems Collection (2005)
- Phantasy Star Universe (2006)
- Sonic Riders (2006)
- Puyo Puyo! 15th Anniversary (2007)
- Sonic Riders: Zero Gravity (2008)
- Sonic Unleashed (2008) (met Dimps)

### PlayStation 3
- Sonic the Hedgehog (2006)
- Sonic Unleashed (2008)
- Sonic the Hedgehog 4: Episode I (2010) (met Dimps)

- Sonic Generations (2011)
- Sonic the Hedgehog 4: Episode II (2012) (met Dimps)
- Puyo Puyo Tetris (2014)

### PlayStation 4
- Puyo Puyo Tetris (2014)
- Sonic Forces (2017)

### PlayStation Portable
- Puyo Pop Fever (2004)
- Jukugon (2006)

- Puyo Puyo! 15th Anniversary (2007)
- Phantasy Star Portable (2008) (met Alfa System)

### PlayStation Vita
- Puyo Puyo Tetris (2014)

## Lijst van spellen op Microsoft-systemen

### Xbox
- Phantasy Star Online Episode I & II (2002)
- Sonic Heroes (2003)
- Puyo Pop Fever (2004)

- Sonic Mega Collection Plus (2004)
- Shadow the Hedgehog (2005)
- Sonic Riders (2006)

### Xbox 360
- Phantasy Star Universe (2006)
- Sonic the Hedgehog (2006)
- Sonic Unleashed (2008)
- Sonic Free Riders (2010)

- Sonic the Hedgehog 4: Episode I (2010) (met Dimps)
- Sonic Generations (2011)
- Sonic the Hedgehog 4: Episode II (2012) (met Dimps)

### Xbox One
- Puyo Puyo Tetris (2014)
- Sonic Forces (2017)

### Microsoft Windows
- Sonic Adventure DX: Director's Cut (2003)
- Phantasy Star Online (2001)
- Puyo Pop Fever (2004)
- Phantasy Star Online Episode IV: Blue Burst (2005)

- Phantasy Star Universe (2006)
- Sonic Generations (2011)
- Sonic Lost World (2015)
- Sonic Forces (2017)

## Lijst van spellen op mobiele systemen
- Sonic Cafe (2000)
- Sonic Runners (2015)